# Reinhard Scheelje
Reinhard Scheelje (auch: Šeelʹe, R.; * 23. August 1926 in Bramsche; † 5. September 2019) war ein deutscher Kommunalpolitiker und Heimatkundler.

## Leben
Der 1926 in Bramsche bei Osnabrück geborene Reinhard Scheelje studierte in der frühen Nachkriegszeit an der Universität Kiel, an deren Landwirtschaftlicher Fakultät er mit seiner Dissertation Die Tilgung der Rinderbruzellose <Abortus Bang> durch Schutzimpfung und diagnostische Methoden in einem Bekämpfungsplan auf breiter Basis schloss.
Beruflich zog es Scheelje in die niedersächsische Landeshauptstadt, wo er als Referatsleiter an der Landwirtschaftskammer Hannover wirkte.
Seinen Wohnsitz hatte Scheelje trotz seiner Tätigkeit in Hannover in Burgdorf (Region Hannover). Scheelje, Mitglied der Freien Demokratische Partei (FDP), war von 1974 bis 1986 Mitglied des Rates der Stadt Burgdorf. Von 1976 bis 1981 amtierte er als stellvertretender Bürgermeister der Stadt.
Reinhard Scheelje publizierte zur Kleintierzucht und zum Tierschutz. Daneben beschäftigte er sich mit der Geschichte Burgdorfs. 1999 promovierte er an der Universität Hannover ein weiteres Mal, wurde nach dem Dr. agr. schließlich auch Dr. phil.: Seine Hochschulschrift Verfassung und Recht in Burgdorf. (16. bis 18. Jahrhundert) in der Schriftenreihe des Landschaftsverbands der ehemaligen Herzogtümer Bremen und Verden stellte die Technische Informationsbibliothek (TIB) online ins Netz.

## Schriften
zur Landwirtschaft:
- Die Tilgung der Rinderbruzellose <Abortus Bang> durch Schutzimpfung und diagnostische Methoden in einem Bekämpfungsplan auf breiter Basis, Dissertation vom 26. Januar 1952 an der Landwirtschaftlichen Fakultät der Universität Kiel, 1951
- Reinhard Scheelje, Heinrich Niehaus, Klaus Werner: Kaninchenmast. Zucht und Haltung der Fleischkaninchen, mit einem Anhang Kaninchenkrankheiten von  Arnold Krüger (= Tierzuchtbücherei),  	Stuttgart: Ulmer, 1967
  - 2., neu bearbeitete Auflage, Stuttgart: Ulmer, 1975, ISBN 978-3-8001-4324-5 und ISBN 3-8001-4324-0
  - in spanischer Übersetzung: Conejos para carne, trad. José Romero Muñoz de Arenillas, 2. ed., Zaragoza: Acribia, 1976
  - in russischer Übersetzung: Otkorm krolikov. Razvedenie i soderžanie mjasnych krolikov / R. Šeelʹe ... Per. s nemeckogo T. S. Rajskoj. Pod red. i s predisl. I. S. Mininoj, Moskva: Kolos, 1979
- Reinhard Scheelje (Verf.), H. Heupel (Mitarb.): Sumpfbiber. Zucht und Haltung (= Pelztierzuchtbücher, Bd. 1), Burgdorf: Animal-Verlag, 1980
- Heinrich Behrens, Reinhard Scheelje, Rudolf Wassmuth: Lehrbuch der Schafzucht, 6., neubearbeitete Auflage,  	Hamburg; Berlin: Parey, 1993, ISBN 978-3-490-11815-8 und ISBN 3-490-11815-4

zur Geschichte:
- Reinhard Scheelje, Heinz Neumann: Geschichte der Stadt Burgdorf und ihrer Ortsteile von den Anfängen bis zum Beginn des 20. Jahrhunderts, Burgdorf: Animal-Verlag, 1992
- Reinhard Scheelje et al.: Burgdorf: Beginn, Entwicklung, Gegenwart, hrsg. von der Stadt Burgdorf, Burgdorf: Stadt Burgdorf, 1979
- Verfassung und Recht in Burgdorf (16. bis 18. Jahrhundert), Dissertation 1999 an der Universität Hannover; als PDF-Dokument
- Reinhard Scheelje (Bearb): Kinderzeit in Großenmeer. 1892 - 1906 / Ewald Scheelje (= Oldenburgische Familienkunde, Jg. 49, Heft 2), Oldenburg: Oldenburgische Gesellschaft für Familienkunde, 2007, S. 719–752
- Reinhard Scheelje (Bearb.): Der mittelalterliche Bremervörder Stadtrechtskodex (= Schriftenreihe des Landschaftsverbandes der Ehemaligen Herzogtümer Bremen und Verden, Bd. 34), Stade: Landschaftsverband, 2009, ISBN 978-3-931879-44-0; Inhaltsverzeichnis